# Chalawan
Chalawan (47 Ursae Majoris, 47 UMa) – gwiazda w gwiazdozbiorze Wielkiej Niedźwiedzicy, widoczna gołym okiem (o wielkości gwiazdowej 5m). Jest to żółty karzeł podobny do Słońca, typu widmowego G1 V. Gwiazda ta znajduje się stosunkowo blisko Ziemi, oddalona jest od niej o 46 lat świetlnych i jest widoczna na niebie gołym okiem przy dobrych warunkach atmosferycznych. Wokół gwiazdy krążą co najmniej trzy planety.

## Nazwa
Nazwa własna gwiazdy nie jest nazwą tradycyjną, lecz została wyłoniona w publicznym konkursie w 2015 roku. Wywodzi się ona z tajskiej ludowej opowieści, w której Chalawan był królem krokodyli. Nazwę tę, jak również nazwy planet, zaproponowało Tajskie Towarzystwo Astronomiczne (Tajlandia).

## Układ planetarny
Planety krążące wokół Chalawana były jednymi z pierwszych odkrytych planet pozasłonecznych. Według obecnej wiedzy (stan na grudzień 2015 r.) układ ten składa się z trzech planet typu gazowego olbrzyma.
Wcześniejsze wyniki wskazywały na obecność dwóch planet w układzie. Późniejsze analizy długotrwałych obserwacji potwierdziły ich istnienie, ale dowiodły też, że istnienie 3 planet jest 100 000 razy bardziej prawdopodobne. Nowo odkryta planeta „d” krąży po dalekiej orbicie, a jej okres obiegu to ponad 38 lat.
Symulacje wskazują, że w układzie tym mogą istnieć (niewykryte dotąd) planety typu ziemskiego, krążące po ciaśniejszych orbitach, wewnątrz ekosfery gwiazdy. Naukowcy z NASA rozważają ewentualne wysłanie statku międzygwiezdnego w kierunku układu 47 Ursae Majoris w dalekiej przyszłości.